# Victor Magnien
Cet article concerne l'helléniste français. Pour le musicien français, voir Victor Magnien (musicien). Pour les autres homonymes, voir Magnien (homonymie).
Victor Magnien, né le 21 juillet 1879 à Melay (Saône-et-Loire) et mort le 15 juin 1952, à Toulouse est un helléniste français.
Il est l'auteur, en collaboration avec Maurice Lacroix, du volumineux Dictionnaire grec-français (éditions Belin, 1re éd. 1969), seul à pouvoir rivaliser avec celui d'Anatole Bailly.

## Biographie
Victor Magnien est né en 1879 à Melay (Saône-et-Loire). Il fait ses études supérieures à la faculté des lettres de Nancy, où il suit les cours des professeurs Albert Martin (1844-1912) et Paul Perdrizet (1870-1938) ; il est reçu à l'agrégation de grammaire en 1907.
Victor Magnien est d’abord professeur au lycée de Montluçon (Allier) d’octobre 1907 à octobre 1922. Aidé par les conseils d’Antoine Meillet (1866-1936), professeur au Collège de France, il soutient en 1912 devant la Faculté des lettres de l'Université de Paris une thèse sur le futur en grec ancien, où il démontre que le futur grec est un désidératif : Les Formes du futur grec (Éditions Honoré Champion, 1912) et Emplois et origines du futur grec (Champion, 1912). 
Membre depuis 1908 de la Société de linguistique, il collabore à ses mémoires et bulletins. Il réside au 5 boulevard de Courtan à Montluçon, quand il est présenté par Joseph Vendryes (1875-1960) et Paul Perdrizet à la Revue des études grecques en 1914, revue à laquelle il collaborera aussi.
Nommé maître de conférences en novembre 1922 à la faculté des lettres de Toulouse (qu’il fréquentait au moins depuis 1912) puis professeur de philologie grecque et latine, il enseignera dans cette même faculté jusqu'à sa retraite en 1948, où il est nommé professeur honoraire. Il habite pendant plus de quinze ans 14 rue de Gravelotte (actuelle rue du Capitaine-Paul-Escudié). Tout en assumant sa charge de professeur, il écrit et fait paraître la plupart de ses œuvres (voir « Bibliographie »), dont Les Mystères d’Éleusis (1re édition : 1929 ; 2e éd. : 1938 ; 3e éd. : 1950). En 1938, il est nommé chevalier de la Légion d’honneur.
Lors de la Seconde Guerre mondiale, il est le collègue et ami d’Ignace Meyerson (1888-1983), créateur de la psychologie historique, arrivé à la faculté des lettres de Toulouse en 1940. Victor Magnien est bouleversé de l’arrestation par la Gestapo d’un autre collègue et ami : Raymond Naves (1902-1944), dont le dernier ouvrage paru en mai 1943 chez Privat-Didier est L’Aventure de Prométhée. La patience.
Victor Magnien est le secrétaire général de la « Société toulousaine d’études classiques »  après la Seconde Guerre mondiale, assisté des secrétaires adjoints, professeurs du lycée de Toulouse, Louis Herland (qui fut professeur de khâgne au lycée Pierre-de-Fermat ; 19..-1962) et Jean Carrière, et sous la présidence d'Étienne Delaruelle. Victor Magnien prononce pour cette association une conférence le 26 mai 1944 : « La prière du matin dans l’Antiquité ». En 1948, c’est Jean Carrière (1904-1986), agrégé de grammaire en 1927 sous le prénom de Maurice, docteur ès lettres auteur d’une étude sur Le Chœur secondaire dans le drame grec (1977), qui fut appelé quelque temps à succéder à Victor Magnien, qui prenait sa retraite, et à enseigner « Grammaire et philologie des langues anciennes ». Pierre Ruffel, qui sera traducteur du Déchiffrement du linéaire B de John Chadwick, lui succéda. C'est lui qui enseignait la philologie du grec et du latin à la mort de Victor Magnien.
Le 15 juin 1952, Victor Magnien meurt dans son dernier domicile, rue des Glycines à Toulouse.
À sa mort, son dernier ouvrage, le fameux Dictionnaire grec-français entrepris avec Maurice Lacroix, professeur en khâgne au lycée Henri-IV à Paris, était terminé. Les Éditions Belin avaient tout le manuscrit. Mais la correction des épreuves en était à la lettre epsilon. Grâce à Maurice Lacroix, secondé par la fille de Victor Magnien, Jeanne Magne, elle-même agrégée de grammaire, la correction des épreuves a été poursuivie et l’ouvrage a pu paraître, muni de son « bon à tirer », en 1969.

## Œuvres
Grammaire
- Emplois et origines du futur grec. Thèse présentée à la Faculté des lettres de l'Université de Paris, Champion, 1912

- Les Formes du futur grec. Thèse complémentaire pour le doctorat ès lettres, présentée à la Faculté des lettres de l'Université de Paris, Champion, 1912

- « Quelques mots du vocabulaire grec exprimant des opérations ou des états de l’âme », REG, XL, 1927, p. 117-141

- « S adverbial en grec et en latin », p. 617-623 de Donum Natalicium Schirjnen, Utrecht, Dekker et Van de Vegt, 1929

- « Sur le subjonctif du grec ancien », p. 487-494 des Mélanges offerts à M. Octave Navarre par ses élèves et amis, Toulouse, Privat, 1935

- « Origines de la langue poétique grecque », Mélanges I de la Société toulousaine d’études classiques, Toulouse, Privat, 1946, p. 23-33

- Grammaire comparée du grec et du latin, t. I : «  Phonétique », Grenoble, Les Éditions de la France nouvelle, 1944 ; t. II : « Morphologie », Grenoble, Les Éditions françaises nouvelles, 1945 ; t. III : « Morphologie, verbe, mots invariables », Bordas, 1949

- Victor Magnien et Maurice Lacroix, avec la collaboration de Raymond Salesses (professeur au lycée de Cahors), Dictionnaire grec-français, Belin, 1969  (ISBN 2701100984)

Homerica
- « L’emploi des démonstratifs chez Homère », BSL, 23, fasc. 3, 1922, p. 156-183

- Homère, Iliade. Texte grec, publié avec une introduction, des arguments analytiques, des notes explicatives et des illustrations documentaires, 24 volumes, Hachette, 1924-1928

- François Hédelin, abbé d'Aubignac, Conjectures académiques ou Dissertation sur l'Iliade. Nouvelle édition corrigée, annotée, précédée d'une introduction par Victor Magnien, Hachette, 1925

- « La Variété dans le vers homérique », 1928, p. 229-250 des Mélanges linguistiques offerts à Monsieur J. Vendryes par ses amis et ses élèves, Champion, « Collection linguistique », 1925

- « Les Facultés de l'âme, d'après Platon, Hippocrate et Homère », L’Acropole, revue du monde hellénique, vol. 1, oct.-décembre 1926, p. 300-314

- « Les composés dans la langue et la poésie homérique », p. 27-48 des Pubblicazioni della Universitá cattolica del Sacro Cuore, t. IV : « Raccolta di scritti in onore di Felice Ramorino », Milano, Vita e pensiero, 1928

- Homère, Iliade. Traduction française, Hachette, 1930

- « Cas de phonétique éolienne chez Homère », p. 217-220 des Mélanges de linguistique et de philologie offerts à Jacq. Van Ginneken à l'occasion du 60e anniversaire de sa naissance, Klincksieck, 1937

Divers
- « La Médecine et la philosophie dans le Cyclope de Théocrite », L’Acropole, revue du monde hellénique, vol. 2, avril-juin 1927, p. 97-111

- « Notes sur l'antique théologie grecque », L’Acropole, revue du monde hellénique, vol. 4, janvier-juin et juillet-décembre 1929, p. 16-36 et 118-142

- « Le Mariage chez les Grecs anciens : l'initiation nuptiale », L’Antiquité classique, Bruxelles, 1936, p. 115-138

- « Le Mariage chez les Grecs : conditions premières », p. 305-320 de l’Annuaire de l’Institut de philologie et d'histoire orientales et slaves, t. IV : « Mélanges Franz Cumont », Bruxelles, Institut de philologie et d'histoire orientales et slaves, 1936

- « Le mariage chez les Grecs : les tractations préliminaires », Bulletin de la Société toulousaine d’études classiques, no 5, mai 1936

- « Vocabulaire grec reflétant les rites du mariage », p. 293-299 dans les Mélanges offerts à A.-M. Desrousseaux par ses amis et ses élèves, en l'honneur de sa cinquantième année d'enseignement supérieur, Hachette, 1937

- Les Mystères d'Éleusis. Leurs origines, le rituel de leurs initiations, Payot, « Bibliothèque scientifique », 1929 ; 2e édition refondue et augmentée, 1938 ; 3e édition, 1950

- « La catharsis chez Aristote et dans la tragédie grecque », Société toulousaine d’études psychologiques, 17 décembre 1941

- « Célébration simultanée de plusieurs mariages en Grèce », Bulletin de la Société toulousaine d’études classiques, no 76, février-avril 1949

- « L’habitude des cadeaux chez les Grecs anciens », Annales de la Faculté des lettres de Toulouse, juin 1952, p. 40-49